# Scaptomyza varipicta
Scaptomyza varipicta är en tvåvingeart som beskrevs av Hardy 1965. Scaptomyza varipicta ingår i släktet Scaptomyza och familjen daggflugor. Inga underarter finns listade i Catalogue of Life.